# Oxyataenius morosus
Oxyataenius morosus är en skalbaggsart som beskrevs av Edgar von Harold 1869. Oxyataenius morosus ingår i släktet Oxyataenius och familjen Aphodiidae. Inga underarter finns listade i Catalogue of Life.